# キャデラック・シエン
シエン（CIEN ）は、アメリカの自動車メーカーのゼネラルモーターズが開発し、キャデラックブランドで発表したコンセプトカーである。

## 概要
キャデラック創立100周年を記念し、2002年のジュネーヴ・モーターショーにて発表された。
エンジンは7.5 L V型12気筒DOHC4バルブエンジン「ノーススターXV12」を搭載。フリクションロスの低減により、最高出力760PSと大排気量NAエンジンとしては珍しくリッター100PSを突破している。低負荷時には4気筒を動作しない気筒休止システムを搭載し、環境性能の向上も図っている。
当初は市販化の計画があったが、開発資金の不足と、2,400万円という高額な予想販売価格から購買層の存在を疑問視する声が上がり、社内会議で無期限の延期が決まった。

## 登場作品

### 映画
- 「アイランド」 - 2005年のアメリカ映画。

### ゲーム
- グランツーリスモ4
- グランツーリスモ5
- グランツーリスモ (PSP)
- グランツーリスモ6
- テストドライブ アンリミテッド
- Midnight Club 3:DUB Edition
- バーンアウト リベンジ
- アスファルト9:Legends